# Moenia
Moenia (с исп. — «Моэ́ния») — мексиканская синти-поп-группа. Названием группы послужило латинское слово, обозначающее стену крепости, которое было выбрано наугад при перелистывании словаря. Основное влияние на музыку группы имели Depeche Mode, Pet Shop Boys, Kraftwerk, Garbage, Jean-Michel Jarre, OMD.
Моэнию часто сравнивают с New Order, Erasure, The Cure, Depeche Mode и Garbage. Группа популярна в латиноамериканских клубах, во многом благодаря особой — более экспериментальной, более поэтичной — стороне испаноязычной электронной музыки.

## Начало успеха
В свои студенческие годы Альфонсо Пичардо и Хорхе Сото (Jorge Soto) решили создать группу под названием «5Mentarios» (название обыгрывает фразу «sin comentarios» — «без комментариев»), позже к ним присоединился Хуан Карлос Лосано (Juan Carlos Lozano). Ребята записывали музыку в маленьких студиях. Вскоре на радио появилась их первая песня «No me dejes así» («Не оставляй меня так»). Позже Альфонсо решает уехать в Соединенные Штаты, чтобы продолжить своё обучение в области права, из-за чего Хорхе и Хуан Карлос начинают искать нового вокалиста, который мог бы по-настоящему соответствовать стилю группы. Но поиски ни к чему не привели, и Хуан Карлос сам решает стать вокалистом группы. Вскоре ребята знакомятся с Алехандро «Миди» Ортега (Alejandro «Midi» Ortega) и вместе начинают обрабатывать уже созданный материал, а затем и новые песни, бо́льшая часть которых была написана ещё Альфонсо Пичардо. Результатом такой работы стал второй материал в их дискографии — альбом «Mœnia», выпущенный в 1996 году компанией MCA (позже — Universal Mexico). В него вошли такие ставшие известными песни, как «No puedo estar sin tí», «Estabas ahí», «Terminales», «Déjame entrar», «Color melancolía» (восстановленная из первого «потерянного альбома» 1992 года «Disco Perdido») и «No importa que el sol se muera». В 1998 году выходит диск с ремиксами под названием «Moenia Mixes».

## Уход Хуана Карлоса Лосано и возвращение Альфонсо Пичардо
После выхода успешного альбома группа несет потерю — Хуан Карлос Лосано решает уйти из группы и заняться сольным проектом, который он назовет Morbo (его группа выпустит 2 альбома — в 2001 году одноименный Morbo и в 2005 году под названием Electroguitarpop, после чего распадется. Хуан Карлос Лосано займется сольной карьерой, выпустив под своим именем единственный альбом «Nada Haces Por Mi» в 2011 году). На место Хуана Карлоса возвращается Альфонсо Пичардо, который к тому времени закончил своё обучение в США. Уход Хуана Карлоса был связан со спадом интереса мексиканских слушателей к электронной и синти-поп музыке. Запись нового альбома была прервана, а с возвращением Альфонсо Пичардо уже готовый новый материал пришлось перезаписывать — уже с его голосом.
В 1999 году Моэния выпускает третий альбом под названием «Adición+» — уже с Альфонсо в качестве вокалиста. Группа становится ещё более известной благодаря таким хитам как «Quisiera Adivinar», «No dices más», «Regreso a casa», «Manto Estelar» и «Sin Gravedad». Новый голос привнес большие изменения в группу, и стоит сказать, что эти изменения были к лучшему, так как голос Альфонсо в большой степени способствовал успеху альбома и популярности группы в будущем.

## Продолжение истории
В 2001 году Моэния — уже занявшая серьёзную позицию в музыкальном мире — выпускает четвёртый альбом «Le Modulor» (название взято из терминологии современной архитектуры французского архитектора Ле Корбюзье). Диск включает очень показательные треки, такие как «Molde Perfecto», «Llegaste a mi», «Tranquilidad», «En ti» и «¿Cómo ves tú?».
Отдельно стоит упомянуть дизайн альбома, не похожий на обычные прямоугольные прозрачные коробки с буклетом с фотографиями и текстами песен: вместо этого упаковка имеет необычный вид треугольника, разработанный Хорхе Сото.
Следом Моэния выпускает пятый альбом «Televisor» в 2003 году. В альбоме особенно выделяются такие треки как «¿En qué momento?», «Espirales», «Tú sabes lo que quiero», «Confinados», «No es lo mismo», «V-Day», «Traición». Благодаря успеху диска, ребят попросили записать заглавную песню для мексиканской версии реалити-шоу «Большой брат». Ею стала песня под названием «Mis Ojos Sobre Tí».
Некоторое время спустя, в 2005 году, группа записывает альбом «Stereo Hits», который состоит из электронных версий хитов 80-х, таких как «Juegos de Amor», «Mátenme porque me muero», «Sildavia», «Ni tú ni nadie» и т. д.

## 10 лет успеха
В 2005 году, чтобы отметить 10 лет своего успеха (на самом деле, лет больше, но ребята отмечают именно 10 лет с момента своего выхода из «андерграунда»), группа выпускает альбом «Hits Live», на котором содержится полная запись их концерта в Auditorio Nacional в Мехико. В альбом вошли 24 песни из их репертуара, которые сами ребята посчитали самыми успешными. Вместе с аудиодиском выходит и DVD с записью концерта.
22 августа 2006 года на своей официальной страничке группа объявила своим фанатам о том, что готов к выходу новый студийный альбом. Он был записан в разных городах, включая Мехико, Майями, Лос-Анджелес, Нью-Йорк, и получил название «Solar». Группа также объявила о выходе первого сингла «Lo que tú digas». Работа над альбомом закончилась в Англии, где в сведении материала принимал участие Steve_Fitzmaurice, который впервые работал с латиноамериканским музыкальным коллективом. Альбом вышел 16 ноября 2006 года. Внимание к альбому привлек трек «Me equivoqué», записанный в дуэте с Denisse Guerrero, вокалисткой группы Belanova, также работающей в жанре синти-поп.
Кроме номерных треков и альбомов, в запасе Моэнии есть и трибьюты, такие как «Volcán» (трибьют к José José), «Huellas en la bajamar» (Hombres G), «Amanecí entre tus brazos» (José_Alfredo_Jiménez), «Zoom» (Soda Stereo). Кроме того, в 2000 году группа принимала участие в записи саундтрека к фильму «Amores Perros» («Сука-любовь») — песня «Lado Animal» вошла в OST фильма, но в самой киноленте так и не прозвучала.
После выхода «Solar» группа много гастролирует, также периодически выходят сборники лучших хитов, ремиксов и концертных записей («Sólo Para Fanáticos», «Singles — Todos Sus Hits» — 2006, «En Eléctrico» — 2009 (концертный альбом и DVD, в котором, впервые после долгого времени, состоялось временное воссоединение бывшего вокалиста Хуана Карлоса Лосано с группой). В 2009 году Альфонсо Пичардо выпускает сольный альбом под псевдонимом Equivocal.
31 мая 2010 года Моэния принимает участие в концерте, организованном в поддержку донорства органов. На концерте ребята выступили вместе с группой JotDog и María José, спев более 5 песен в течение 1 часа.
В июле 2011 года Моэния выступает дуэтом с испанской синти-поп-группой OBK, спев их самую известную песню «Yo no me escondo». В феврале 2013 года Moenia записывает совместный трек с мексиканским проектом Nórdika под названием «El Mundo Que Creamos». В 2014 году - совместный трек Альфонсо Пичардо и мексиканского дуэта Zedna под названием «Tú y Yo». В 2015 году выходит совместная работа Альфонсо Пичардо и Sweetsuite под названием «Soledad». Параллельно один из участников группы Alex Midi работает над сольным проектом и выпускает два сингла: «Supongo» (feat. Nathalia Milán) и «Ciencia Ficción» (feat. Carola Rosas).

## FM
В декабре 2011 года группа выпустила новую песню «Eso Que Pasó», которую можно было скачать из приложения для iPad и которую слушатель мог сам редактировать при помощи собственных пальцев.
В мае 2012 года выходит в свет альбом под названием «FM». Его открывает хит-сингл «Morir Tres Veces», который занимает первые строчки в хит-парадах на радио Мексики и Латинской Америки. Вторым синглом стала песня «Mejor Ya No». В конце января 2013 года на своей официальной страничке в Фейсбуке группа разместила опрос, в котором фанатам предлагается самим выбрать третий сингл с альбома. Им, в итоге, стала песня «Soy Lo Peor», о чём группа сообщила на своей страничке в Фейсбуке в конце февраля 2013 года.

## Дискография
- El Disco Perdido, 1992
- Mœnia, 1996
- Adición +, 1999
- Le Modulor, 2001
- Televisor, 2003
- Solar, 2006
- FM[исп.], 2012
- Fantom, 2016

## Сборники
- Mœnia Mixes, 1998
- Adición, 1999
- Serie Sensacional, 2000
- Éxitos / Sólo Para Fanáticos, 2001
- Stereohits[исп.], 2005
- Solar Extendido, 2007
- En Eléctrico, 2009

## Синглы
| Год       | Название                                                                                             | Альбом       |
| --------- | --- | ------------ |
| 1996      | - No puedo estar sin ti - Déjame entrar - Estabas ahí - No importa que el sol se muera               | Moenia       |
| 1999      | - Manto estelar - No dices más - Regreso a casa                                                      | Adición      |
| 2001      | - Molde perfecto - Llegaste a mí - Como ves tú                                                       | Le Modulor   |
| 2003      | - En qué momento - Tú sabes lo que quiero - Espirales                                                | Televisor    |
| 2004      | - Ni tú ni nadie (с фрагментами песни Гари Глиттера «Rock and Roll Part 2 (1972)») - Juegos de amor  | Stereohits   |
| 2005      | - No dices más (En vivo)                                                                             | Hits Live    |
| 2006      | - Lo que tú digas - Sufre conmigo - Me equivoqué (ft. Denisse Guerrero)                              | Solar        |
| 2010      | - Contigo estaré (ft. Juan Carlos Lozano) - No Importa que el sol se muera (ft. María José) - En ti. | En Eléctrico |
| 2012      | - Eso Que Pasó (неофициальный релиз) - Morir Tres Veces - Mejor Ya No - Soy Lo Peor                  | FM           |
| 2015-2017 | - Jamás - Me Liberé - Prohibido Besar (ft. María León) - Comerte Mejor - Todo Mal                    | Fantom       |
| 2018      | - Clásico (b-side - Híbridos)                                                                        |              |
| 2019      | - Sin Etiquetas (b-side - Una Hora Más)                                                              |              |
| 2019      | - Summer Drive (b-side - Otra Oportunidad)                                                           |              |
| 2020      | - Solo Lastimaste                                                                                    |              |
| 2020      | - Labios Rojos (b-side - Extraño)                                                                    |              |